# Ріолобос
Ріолобос (ісп. Riolobos) — муніципалітет в Іспанії, у складі автономної спільноти Естремадура, у провінції Касерес. Населення — 1386 осіб (2010).
Муніципалітет розташований на відстані близько 230 км на захід від Мадрида, 49 км на північ від Касереса.
На території муніципалітету розташовані такі населені пункти: (дані про населення за 2010 рік)
- Пахарес-де-ла-Рівера: 24 особи
- Ріолобос: 1362 особи

## Демографія
Динаміка населення (INE ):